# Norwegische Monarchie
Der König von Norwegen (norwegisch Norges konge) ist das Staatsoberhaupt des Königreichs Norwegen, das eine konstitutionelle und erbliche Monarchie mit parlamentarischem Regierungssystem ist. Die norwegische Monarchie kann ihre Linie bis zur Herrschaft von Harald Schönhaar und den früheren kleinen Königreichen zurückverfolgen, die zu Norwegen vereint wurden.
Der gegenwärtige König ist Harald V., der seit dem 17. Januar 1991 als Nachfolger seines Vaters Olav V. regiert. Thronfolger ist sein einziger Sohn, Kronprinz Haakon. Der Kronprinz übernimmt ebenso wie die Königsgemahlin, Sonja, verschiedene öffentliche Zeremonien. Der Kronprinz fungiert auch als Regent in Abwesenheit des Königs. Es gibt mehrere andere Mitglieder der königlichen Familie, darunter die Tochter des Königs, Enkel und Schwester. Seit der Auflösung der Union zwischen Norwegen und Schweden und der anschließenden Wahl des dänischen Prinzen Haakon VII. zum König im Jahr 1905 ist das regierende Königshaus Norwegen ein Zweig des Zweiges Schleswig-Holstein-Sonderburg-Glücksburg des Hauses Oldenburg; ursprünglich aus Schleswig-Holstein in Deutschland, dasselbe Königshaus wie die britischen (seit der Thronbesteigung von Charles III.), dänischen und ehemals griechischen Königsfamilien.
Während die norwegische Verfassung dem König wichtige Exekutivbefugnisse einräumt, werden diese fast immer vom Staatsrat im Namen des Königs (Königsrat oder Kabinett) ausgeübt. Formal ernennt der König die Regierung nach eigenem Ermessen, aber die parlamentarische Praxis ist seit 1884 in Kraft. Die Verfassung hat die Bedeutung des Königs in den meisten Artikeln der Verfassung durch die gewählte Regierung ersetzt. Die Befugnisse des Monarchen sind erheblich, werden jedoch nur als Reservebefugnisse und als wichtiger Sicherheitsbestandteil der Rolle der Monarchie behandelt.
Der König hat per Konvention keine direkte Beteiligung an der Regierung. Er ratifiziert Gesetze und königliche Beschlüsse, empfängt und entsendet Gesandte aus dem und ins Ausland und veranstaltet Staatsbesuche. Er hat einen greifbareren Einfluss als Symbol der nationalen Einheit. Die jährliche Silvesterrede ist eine Gelegenheit, bei der der König traditionell negative Themen anspricht. Der König ist auch Oberbefehlshaber der norwegischen Streitkräfte und Großmeister des Sankt-Olav-Ordens und des norwegischen Verdienstordens. Der König hat keine offizielle Rolle in der Kirche von Norwegen, ist aber laut Verfassung Mitglied.